# All-America Rose Selections

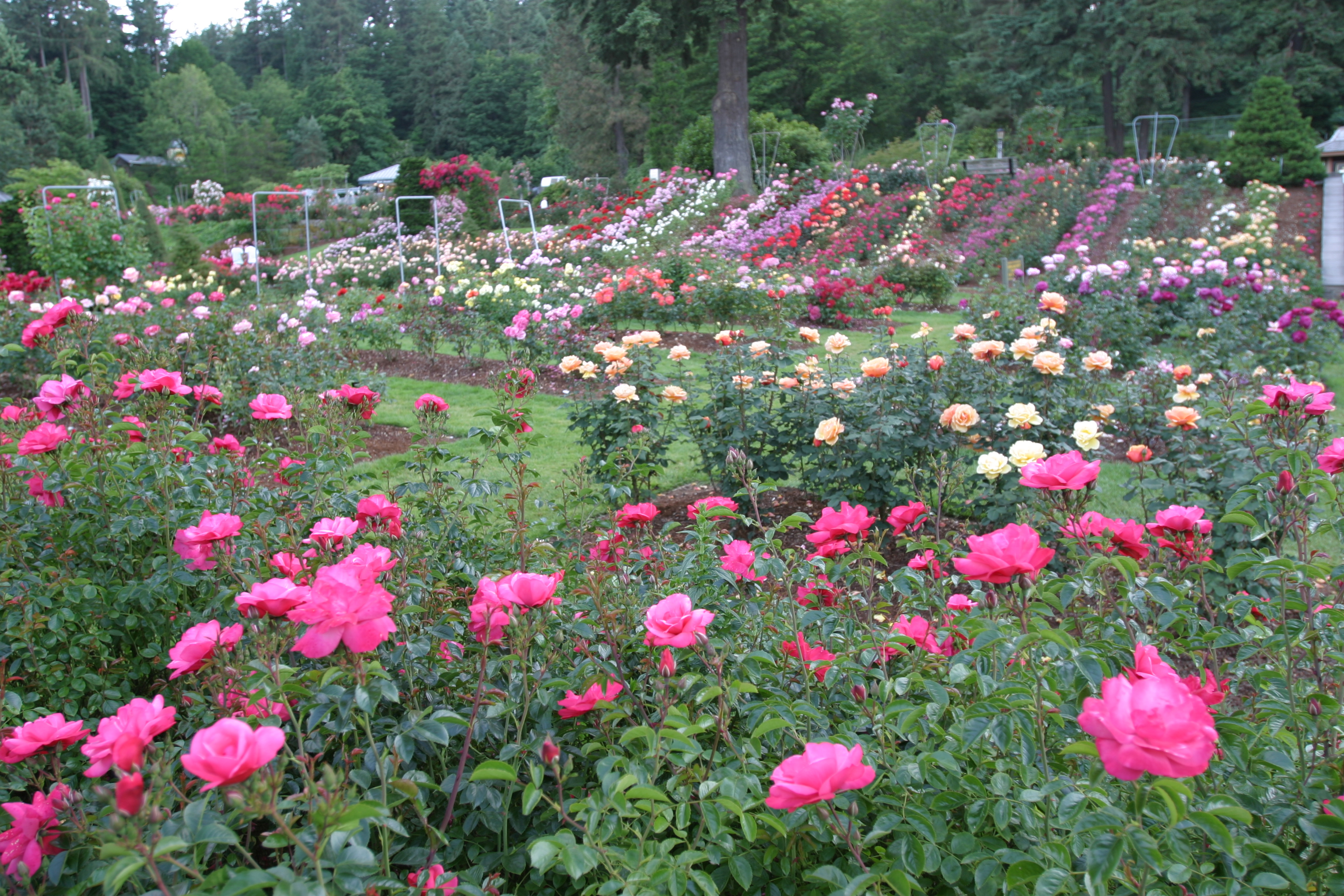
International Rose Test Garden en Portland, Oregón

All-America Rose Selections™ (AARS™), es una asociación sin ánimo de lucro de los cultivadores de rosas y los introductores, que trabaja para poner a prueba, presentar y promover las rosas excepcionales. 
Los híbridos de nuevas rosas se probaron en una red nacional de 20 jardines de pruebas en representación de todas las zonas climáticas. El equipo de evaluación está formado por viveristas, y representantes de organizaciones de amigos de la rosa que de forma altruista sin recibir nada a cambio evalúan las característias de los híbridos de nuevas rosas cultivadas en los jardines de pruebas durante un periodo de 2 años para ser evaluadas por sus cualidades como la salud, floración, novedad, y fragancia.
Las rosas en el ensayo son generalmente consideradas para los premios de mérito o medallas al final del período de prueba. Las rosas que ganan un premio pueden ser más propensas a tener éxito comercial. El cuarenta por ciento de todas las rosas que se venden en los EE. UU. han obtenido un galardón de "All-America Rose Selections".

## Historia
Los premios de All-America Rose Selections, fueron por vez primera introducidos en 1938, se otorgan sobre la base de los resultados de las pruebas en 21 jardines a través de los EE. UU. en un período de dos años. Las rosas deben alcanzar una puntuación alta en todas las áreas para juzgar en una variedad de climas con el fin de ganar un premio nacional.
En la mayoría de los casos, las rosas se identifican por un número durante el período de prueba, con su identidad no revelada hasta después de jurado final. Un panel de jueces locales pueden evaluar a lo largo del período de prueba, aunque en algunos ensayos puede haber un panel nacional o internacional invitado. Las rosas son generalmente juzgadas dentro de una categoría, como Híbrido de té, Floribunda, o Trepador, para comparar como estilos. Hay premios específicos para la fragancia, que se consideran en todas las categorías
Durante más de 60 años, All-America Rose Selections (AARS) ha estado probando los híbridos de nuevas rosas.  
La única rosa seleccionada como ganadora del AARS en 2013 es 'Francis Meilland' (y no habrá ningún galardón más del AARS después de 2013). El nombre de esta rosa es para conmemorar el centenario del nacimiento de Francis Meilland y como reconocimiento de las históricas relaciones que tuvo la compañía "Conard-Pyle Company" con Meilland International, el creador de la histórica rosa 'Peace' y más recientemente, las series de rosas Drift y las cubresuelos.
Durante las décadas pasadas desde la década de 1930 las pruebas realizadas a los híbridos de las nuevas rosas por la organización All-America Rose Selections (AARS) han sido las pruebas estándar reconocidas en todos los Estados Unidos. La marca AARS fue exhibida con orgullo en las etiquetas y en los catálogos junto a las rosas que se ganaron el derecho a recibirla. Pero, como tantas cosas en los últimos años la economía tuvo su efecto, y desde el año 2013 en que se otorgaron los últimos galardones el AARS ha dejado de existir.
Afortunadamente algunas personas con visión de futuro decidieron hacer algo al respecto y mediante un acuerdo ha surgido el reemplazo al AARS, este es el realizado por la nueva American Garden Rose Selections™.

## Rosas premiadas
Algunas de las rosas premiadas durante la trayectoria del AARS, 
- 'Mister Lincoln', 1965.
- 'Angel Face', 1969.
- 'Arizona', 1975.
- 'America o.r.', 1976.
- 'About Face', 2005.
- 'Rainbow Knock Out'®, 2007.
- 'Moondance'™, 2007.
- 'Strike It Rich'™, 2007.
- 'Dream Come True'™, 2008.
- 'Mardi Gras', 2008.
- 'Carefree Spirit'™, arbusto 2009.
- 'Pink Promise', híbrido de té trepador 2009.
- 'Cinco de Mayo'™, floribunda 2009.
- 'Easy Does It', floribunda 2010.
- 'Dick Clark', grandiflora 2011.
- 'Walking On Sunshine'™, floribunda 2011.
- 'Francis Meilland',2013.